# Orfeu Negro
Orfeu Negro ist ein Film aus dem Jahre 1959, in dem der antike Mythos von Orpheus und Eurydike in die Gegenwart des Karnevals in Rio de Janeiro verlegt wird. Regie führte Marcel Camus. Die französisch-brasilianische Produktion basiert auf dem Drama Orfeu da Conceição von Vinícius de Moraes, das 1956 uraufgeführt wurde.

## Handlung
Euridice, ein Mädchen vom Land, verlässt das Fährschiff und erreicht Leme, einen Stadtteil von Rio de Janeiro. Dort begegnet sie im Trubel der Karnevalsvorbereitungen dem Straßenbahnfahrer Orfeu, der auf der Linie 49 zum Morro da Babilônia seinen Dienst versieht. Er flirtet mit Euridice. An der Endstation erkundigt sie sich bei Hermes, dem Verwalter des Straßenbahndepots, wie sie nach Babilônia kommt, einer Favela auf dem Morro, wo ihre Cousine Serafina wohnt.
Orfeu ist mit der temperamentvollen Mira verlobt. Sie bestellen das Aufgebot. Der Standesbeamte witzelt, zum Ärger Miras, dass ein Orfeu eine Euridice heiraten sollte. Statt ein Geschenk für die Braut zu kaufen, löst Orfeu beim Pfandleiher seine Gitarre aus, denn er ist Musiker einer Sambaschule in Babilonia, die sich auf den Karneval in Rio de Janeiro vorbereitet. Zu dieser Gruppe gehört auch Serafina, eine Nachbarin Orfeus.
Serafina erwartet die Rückkehr ihres Geliebten, des begriffsstutzigen Matrosen Chico. Die Enttäuschung, dass statt seiner die Cousine Euridice erscheint, währt nicht lange. Serafina rät Euridice, am Karneval teilzunehmen. Bei den Vorbereitungen dazu treffen sich Orfeu und Euridice ein zweites Mal.
Orfeu spielt meisterhaft die Gitarre. Die Jungen Zeca und Benedito bewundern sein Spiel und glauben, er könne mit seiner Musik die Sonne aufgehen lassen. Auch Euridice ist verzaubert vom Spiel Orfeus. Sie verlieben sich. Serafina, verliebt in Chico (der endlich eingetroffen ist), bemerkt rasch die Zuneigung der beiden. Sie überlässt Euridice das goldfarbene Kostüm, das sie für sich genäht hat, und sorgt dafür, dass Euridice ihr Inkognito bewahrt. Zunächst weiß nur Orfeu, wer Serafinas Kostüm trägt.
Während der Anproben taucht der „Tod“ auf, ein als Tod kostümierter Mann, der Euridice nachstellt. Vor ihm ist sie aus ihrem Heimatdorf geflohen. Euridice erkennt ihn und flieht panisch. Orfeu stellt den hartnäckigen Verfolger, bereit zum Zweikampf mit dem Messer, und treibt ihn in die Flucht. Die Nacht verbringen Orfeu und Euridice zusammen.
Zwei Menschen lüften Euridices Inkognito: Mira und der „Tod“. Während des großen Karnevalumzugs sucht Orfeus Verlobte Händel mit Euridice. Als die eifersüchtige Mira handgreiflich wird, tritt der „Tod“ dazwischen und unterbindet den Angriff auf die Frau, die er selbst aus gekränkter Liebe verfolgt. Es gelingt Euridice zu entkommen. Sie flieht zu Hermes in das Straßenbahndepot. Orfeu folgt ihr, um sie zu beschützen. Der „Tod“ spürt sie auf. Euridice versucht, sich zu verstecken. Sie klettert auf das Dach einer Straßenbahn und hält sich an der Oberleitung fest. In diesem Augenblick erreicht Orfeu das Depot und schaltet den Stromkreis ein, um es zu beleuchten. Euridice stirbt durch den Stromschlag.
Ein Notarztwagen bringt Euridice fort (der „Tod“ fährt mit). Orfeu weiß nicht, wohin sie gebracht wurde, und sucht sie in den Unfallstationen und Krankenhäusern. Ein Alter in einem Bürohaus, das auch das Vermisstenbüro beherbergt, gibt ihm den Rat, sich bei einer Macumba-Gemeinde (einer synkretistischen Religionsgemeinschaft) nach ihr zu erkundigen, und verschafft ihm den Zutritt zu ihr.
Die Gläubigen tanzen sich in Trance. Eine alte Frau spricht mit der Stimme Euridices. Orfeu dreht sich zu ihr, erkennt den Irrtum und verlässt verzweifelt den kultischen Ort. Hermes findet Orfeu entkräftet an der Straße liegen. Der Depotvorsteher erklärt, er habe alle Formalitäten erledigt, die es Orfeu gestatten, die Leiche der Geliebten aus der Morgue (Leichenschauhaus) zu sich nach Hause zu holen.
Orfeu trägt Euridice am frühen Morgen durch Rio nach Babilonia hinauf. Dort erwartet Mira ihren Verlobten, der scheinbar die lebende Geliebte in den Armen hält. Rasend vor Eifersucht wirft sie einen Stein nach ihm, der ihn am Kopf trifft, so dass er den Halt verliert und mit der Leiche Euridices einen Steilhang hinabfällt. Orfeu stirbt. Die Leichen der Liebenden werden durch die lanzenförmigen Blätter einer Agave aufgefangen.
Der Schluss zeigt, wie Benedito, der die Gitarre Orfeus geerbt hat, „die Sonne aufgehen“ lässt. Die kleine Freundin tanzt zu seinen Etüden und erklärt ihn zum neuen Orfeu: Die Geschichte von Orpheus und Eurydike nimmt einen neuen Anfang.

## Hintergründe
Der Film wurde überwiegend mit afrobrasilianischen Laiendarstellern gedreht, unter denen einige in Brasilien schon bekannt waren, z. B. Breno Mello als Fußballspieler des Fußballvereins FC Santos. Der Leichtathlet Adhemar Ferreira da Silva gewann im Dreisprung Goldmedaillen in Helsinki und Melbourne.
Die Filmmusik von Antônio Carlos Jobim und Luiz Bonfá präsentiert bereits einige spätere Klassiker der Bossa Nova wie A Felicidade und Manhã de Carnaval. Daneben sind traditionelle
Rhythmen und Gesänge des Samba zu hören.
Das Filmplakat wurde von Helmuth Ellgaard gestaltet.
1999 erschien unter dem Titel Orfeu ein Remake, dessen Filmmusik vom brasilianischen Komponisten und Liedermacher Caetano Veloso stammt.
2005 erschien der Dokumentarfilm Recherche d’Orfeu Negro von René Letzgus und Bernard Tournois. Der Film, der Interviews mit Breno Mello enthält, wurde in Cannes präsentiert.

## Kritiken
- Lexikon des internationalen Films: „Marcel Camus entmythologisierte Version des Stoffes ist ästhetisch äußerst geschmackvoll zubereitet, erhält ihren Reiz freilich weniger durch filmkünstlerische Originalität als durch die erregende Exotik der Schauplätze und Darsteller.“[12]
- Heyne-Filmlexikon: „Unterhaltsames Erzählkino, das mit unaufdringlicher Dramaturgie und kongenial eingesetzter brasilianischer Musik eine wunderbare Balance zwischen Heiterkeit und Melancholie schafft.“

## Auszeichnungen
Der Film wurde mit der Goldenen Palme beim Filmfestival Cannes 1959 sowie 1960 mit dem Oscar als Bester ausländischer Film und dem Golden Globe als Bester fremdsprachiger Film ausgezeichnet.